# Calcutta
Calcutta eller Kolkata (officiellt Kolkata sedan 2001; bengali: কলকাতা ['kolkat̪a]) är en delstatshuvudstad i Indien. Den ligger i distriktet Kolkata och delstaten Västbengalen, i den östra delen av landet, 1 300 km sydost om huvudstaden New Delhi. Calcutta ligger 11 meter över havet Folkmängden uppgick till cirka 4,5 miljoner invånare vid folkräkningen 2011, och med förorter hamnade folkmängden på cirka 14 miljoner invånare 2011 vilket gör den till Indiens tredje största storstadsområde efter Bombay och Delhi.
Calcutta var Indiens huvudstad under det Brittiska Indien till 1911. Efter att staden då var centret för modern utbildning, industri, vetenskap, kultur och politik i Indien, har Calcutta bevittnat intensivt politiskt våld, konflikter och ekonomisk stagnation sedan 1954. Sedan år 2000 har ekonomisk förnyelse sporrat stadens tillväxt. I likhet med övriga storstadsområden i Indien fortsätter Calcutta att brottas med problem av urbanisering, som fattigdom, föroreningar och trafikstockningar. De flesta invånarna i staden är bengaler och talar bengali.
Calcutta är välkänt för sin revolutionära historia, som sträcker sig från den indiska kampen om självständighet till vänsterorienterade och fackliga rörelser.

## Historia

### Namn
Stadens sedan 2001 officiella namn Kolkata skrivs på följande sätt på olika indiska språk: কলকাতা (bengali), कोलकाता (hindi), कोलकता (sanskrit), கொல்கத்தா (tamil), കൊൽക്കത്ത (malayalam), કોલકાતા (gujarati), కోల్కత (telugu), کَلٕکَتا (kashmiri), କଲିକତା (oriya), کولکاتہ (urdu), ಕೊಲ್ಕತ್ತ (kannada).
Namnet Kolkata och det anglifierade namnet Calcutta tros ha sina rötter i Kalikata, namnet på en av de tre byar (Kalikata, Sutanuti och Govindapur) som fanns i området innan britterna kom. Kalikata tros i sin tur vara en version av Kalikshetra (কালীক্ষেত্র, "[gudinnan] Kalis land") eller Kali-Ghata.
Alternativt kan namnet ha blivit härlett från den bengaliska termen kilkila ("platt område") eller med rötter i den inhemska termen för en naturlig kanal, Khal, följt av Katta (som kan betyda spene).
Stadens namn har alltid uttalats "Kolkata" i det lokala språket bengali. Stadens officiella namn ändrades dock först 2001, för att återspegla uttalet på bengali.

### Bakgrund
Staden grundlades av Brittiska Ostindiska Kompaniet 1686 via byggandet av ett faktori vid Sutanati (en by vid floden Hugli) och en mer permanent bosättning fyra år senare. Folkmängden var vid mitten av 1700-talet omkring 100 000 invånare.
1696 anlades ett fäste, det äldre Fort William, och 1700 köpte ostindiska kompaniet av Aurangzebs son Asim formligen byarna Sutanuti, Kali-Ghata och Gobindapur, varefter den nya stadsanläggningen hastigt växte, trots dess osunda läge. 1756 intogs Calcutta av nawaben av Bengalen, Suraj-ud-Dowlah, som i den så kallade "Svarta hålan" stängde in 146 fångar, av vilka 123 dog på en natt. Staden återtogs i januari 1757 av Robert Clive. 1773 blev den huvudstad i Brittiska Indien, en roll den behöll till 1911. I december 1883 öppnades i Calcutta den första internationella utställningen i Indien.

## Geografi
Calcutta är beläget på östra stranden av Gangesflodens västligaste deltaarm Huglifloden, 129 km från Bengaliska viken, under 22° 34' 22" nordlig bredd samt 88° 21' 50" östlig längd. Staden var förr omgiven av moras, och även sedan dessa torrlagts är klimatet osunt. Temperaturen stiger i januari till 18° och i maj (den varmaste månaden) till 30°; årsmedium är 26C. Regntiden börjar omkring 12 juni och slutar omkring 15 oktober. Regnmängden är 1 600 - 1 700 mm per år.
Terrängen runt Calcutta är mycket platt. Runt Calcutta är det mycket tätbefolkat, med 10 000 invånare per kvadratkilometer. Calcutta är det största samhället i trakten. Runt Calcutta är det i huvudsak tätbebyggt.
Staden, vars huvudsträckning är från norr till söder, är delad i två nästan lika stora delar, den svarta staden eller Palta i norr och den vita staden eller Chowringhee i söder. Den förra bebos av den fattigaste befolkningen och har mest trånga och krokiga gränder, även om några breda gator också är dragna genom den. Den senare liknar en europeisk stad och har en mängd ståtliga, ofta i grekisk stil byggda palatsliknande hus, prydda med pelare och ofta omgivna av trädgårdar, numera ofta svårt nergångna. 
Båda dessa stadsdelar är skilda från floden genom en mer än 3 km lång gata eller kaj (the Strand), där tullhus, posthus, stadshus samt brittiska vicekungens gamla palats ligger i omedelbar närhet av eller i den vita staden. Parallellt med "the Strand" går tre andra stora gator genom staden hela dess längd från norr till söder, vilka har olika namn för olika partier. Av tvärgatorna från öster till väster är de förnämsta "Bow Bazar Street" och "Machooa Bazar Street". Sydväst om den egentliga staden och skild från den genom en stor park, kallad Maidan, ligger fästningen Fort William, anlagd av lord Clive och fullbordad 1773. Den har stora kaserner, tyghus och rum för 25 000 man. 
Av stadens övriga byggnader är de förnämsta vicekungens palats, grundlagt 1804, Bengalens bank, stadshuset, högsta domstolen och S:t Pauls katedral. Av andra sevärdheter märks Ochterlony-monumentet och en staty av lord Roberts, rest 1898. I den svarta staden ligger hindutemplen och moskéerna. Calcutta saknar minnesmärken av äldre indisk byggnadskonst.
Storstadsområdet, Kolkata Urban Agglomeration, breder ut sig längs Huglifloden, huvudsakligen i västlig och nordlig riktning från själva Calcutta. Det är ett av världens folkrikaste storstadsområden och hade 14 057 991 invånare 2011. Större förorter är Bhatpara, Haora, Maheshtala, Panihati, Rajarhat Gopalpur, Rajpur Sonarpur och South Dum Dum.

### Klimat
Savannklimat råder i trakten. Årsmedeltemperaturen i trakten är 24 °C. Den varmaste månaden är april, då medeltemperaturen är 28 °C, och den kallaste är januari, med 19 °C. Genomsnittlig årsnederbörd är 1 922 millimeter. Den regnigaste månaden är augusti, med i genomsnitt 417 mm nederbörd, och den torraste är mars, med 11 mm nederbörd.

## Ekonomi
Stadens flygplats kallas Netaji Subhash Chandra Bose International Airport. 
Floden Huglis djup medger fartyg om högst 6 m djupgående att komma fram till staden. Stora fartyg lägger därför mest till vid Diamond Harbour, 63 km nedanför Calcutta. Mycket livlig är flodfarten uppför Ganges och Brahmaputra. 

## Demografi
År 2011 hade staden Calcutta en folkmängd på 4 496 694 invånare, medan storstadsområdet (Kolkata Urban Agglomeration) hade 14 057 991 invånare. Vid folkräkningen 2001 var könsförhållandet 928 kvinnor på 1 000 män, vilket var lägre än det nationella genomsnittet, på grund av att många arbetande män kommer från landsbygden där de lämnar sina familjer för staden. Läskunnigheten var på 80,86 %, vilket var högre än riksgenomsnittet i Indien, 79,8 %. Folkräkningarna mellan 1991 och 2001 visade att tillväxten var på totalt 4,1 %, vilket var den lägsta av miljonstäderna i Indien.
Bengalitalande utgör en majoritet av stadens befolkning. Marvaris och biharis är idag de två största minoriteterna. Andra viktiga etniska grupper är kineser, tamiler, angloindier, armenier, tibetaner, marather och parser. De mest talade språken är bengali, hindi, engelska, urdu och bhojpuri. Enligt 2001 års folkräkning var 77,68% hinduer, 20,27% muslimer och 0,88% kristna. Därutöver finns även buddhister, judar och zoroastrer. 1,5 miljon av invånarna bodde 2001 i registrerade eller oregistrerade slumkvarter.

## Kultur och samhälle
I Calcutta finns Eden Gardens Stadium, världens största stadion för cricket. Asiatiska sällskapet i Bengalen har sitt säte i staden. Inte mindre än fem personer, födda eller yrkesaktiva i Calcutta, har mottagit Nobelpriset: sir Ronald Ross, medicin, Rabindranath Tagore, litteratur, sir C.V. Raman, fysik, Moder Teresa, fredspriset, Amartya Sen, ekonomi.  

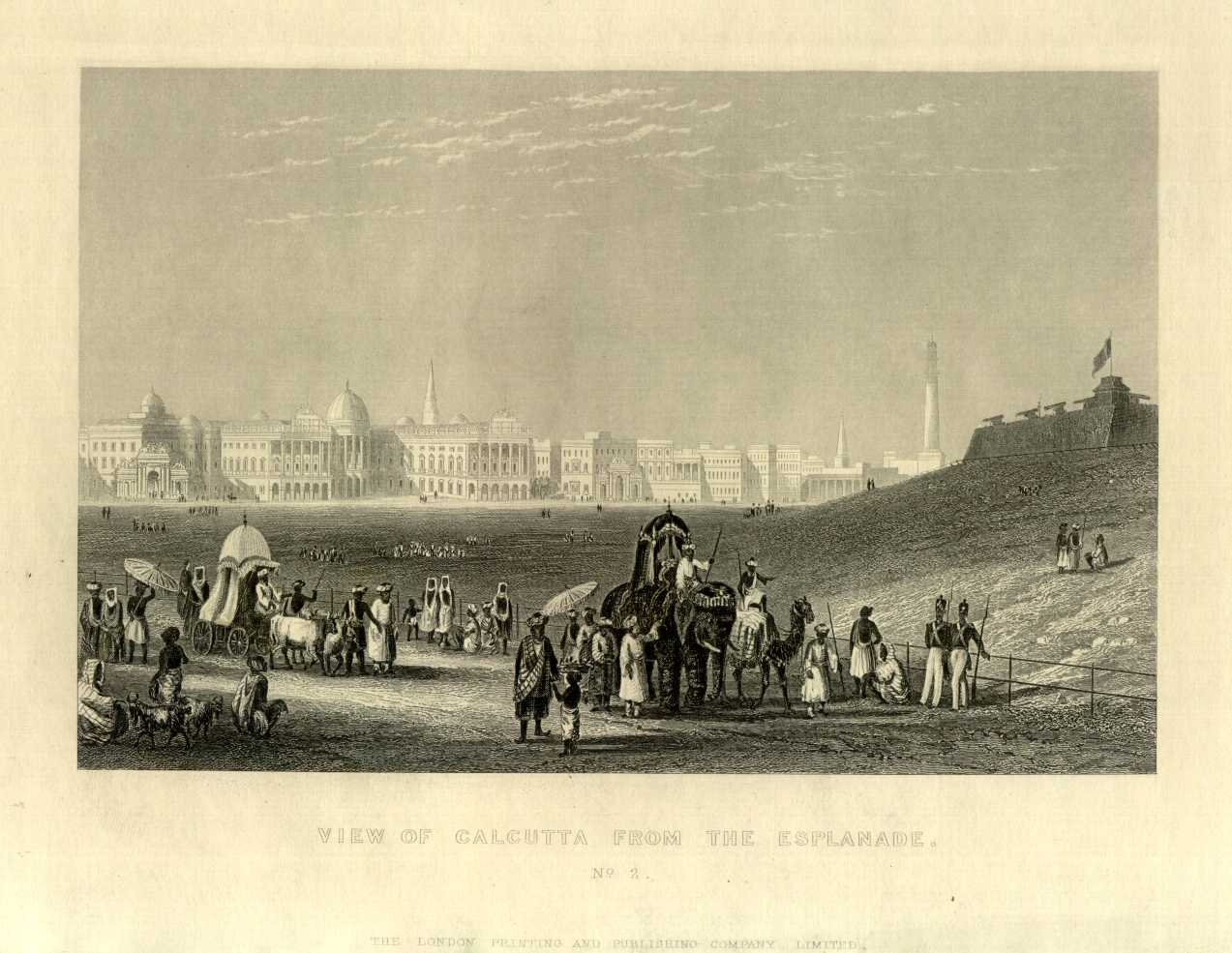
Koloniala Calcutta, c:a 1850.

Kring månadsskiftet januari/februari varje år hålls bokmässan Kolkata Book Fair, som riktar sig till den bokintresserade allmänheten och drar drygt två miljoner besökare.

### Kända personer
- Amitav Ghosh, författare
- Rabindranath Tagore, filosof, hindunationalist och bengalispråkig författare; mottagare av Nobelpriset i litteratur 1913.